# Pavetta mildbraedii
Pavetta mildbraedii är en måreväxtart som beskrevs av Kurt Krause. Pavetta mildbraedii ingår i släktet Pavetta och familjen måreväxter. Inga underarter finns listade i Catalogue of Life.